# 竹北市各級學校列表

## 大專院校
| 建年 | 校名                     | 簡歷 |
| 2009 | 國立陽明交通大學六家校區 | 民國98年（2009年）設立，校名國立交通大學六家校區 民國110年（2021年）2月1日，改校名國立陽明交通大學六家校區。 |

| 參考書目：彭瑞金等編纂，《新修竹北市志》下冊，第六篇·教育篇，第三章·戰後的教育沿革，第六節·大專院校，2019年，新竹：竹北市公所。 |

- 國立臺灣大學竹北分部：碧禎館已於2009年12月完工啟用，後續校區開發將規劃興建一棟教育大樓[1]
- 國立臺灣科技大學竹北分部：前瞻研發中心大樓完成啟用，後續校舍及設施擴建中，先進產學大樓預計於2021年5月完工啟用，國際書院及全區工程則預計於2022年6月完工[2]
- 中國醫藥大學竹北分部：附設新竹醫院完工啟用，後續校舍及設施擴建中

## 高級中學
| 建年 | 校名             | 簡歷 |
| 1949 | 私立義民高中     | 民國38年（1949年）設立，校名新竹縣私立義民高級中學。 民國71年（1982年），改校名財團法人台灣省新竹縣立義民高級中學。                                                                           |
| 1968 | 縣立六家高中     | 民國57年（1968年）設立，校名新竹縣立六家國民中學。 民國104年（2015年），改校名新竹縣立六家高級中學。                                                                                          |
| 1992 | 國立陽明交大附中 | 民國81年（1992年）設立，校名台灣省立竹北高級中學。 民國89年（2000年）2月，改校名國立竹北高級中學。 民國114年（2025年）8月，改隸國立陽明交通大學，改校名國立陽明交通大學附屬竹北高級中等學校。 |

| 參考書目：彭瑞金等編纂，《新修竹北市志》下冊，第六篇·教育篇，第三章·戰後的教育沿革，第四節·完全中學、第五節·高級中學，2019年，新竹：竹北市公所。 |

## 國民中小學
| 建年 | 校名         | 簡歷                                                             |
| 2008 | 康乃薾國中小 | 民國96年（2007年）設立，校名財團法人新竹縣私立康乃薾國民中小學。 |

| 參考書目：彭瑞金等編纂，《新修竹北市志》下冊，第六篇·教育篇，第三章·戰後的教育沿革，第二節·國民小學、第三節·國民中學，2019年，新竹：竹北市公所。 |

## 國民中學
| 建年 | 校名                    | 簡歷 |
| 1956 | 竹北國中                | 民國45年（1956年）設立，校名新竹縣新埔中學竹北分校。 民國47年（1958年），遷入現址。 民國49年（1960年）12月奉准獨立，改校名新竹縣立竹北初級中學。 民國57年（1968年），改校名新竹縣立竹北國民中學。 |
| 1975 | 鳳岡國中                | 民國64年（1975年）設立，校名新竹縣立竹北國民中學鳳岡分部。 民國65年（1976年）8月校舍竣工，遷入使用。 民國68年（1979年）8月1日奉准獨立，改校名新竹縣立鳳岡國民中學。                               |
| 1996 | 博愛國中                | |
| 1996 | 仁愛國中                | |
| 2007 | 成功國中                | |
| 2015 | 東興國中                | |
| 2022 | 勝利國中                | |
| 2024 | 文興國中                | |
|      | 私立義民高中 附設國中部 | |
|      | 縣立六家高中 附設國中部 | |

| 參考書目：彭瑞金等編纂，《新修竹北市志》下冊，第六篇·教育篇，第三章·戰後的教育沿革，第三節·國民中學，2019年，新竹：竹北市公所。 |

## 國民小學
| 建年   | 校名     | 簡歷 |
| 1906   | 六家國小 |      |
| 1916   | 麻園國小 |      |
| 1916   | 新社國小 |      |
| 1916   | 竹北國小 |      |
| 1920   | 鳳岡國小 |      |
| 1939   | 豐田國小 |      |
| 1956   | 竹仁國小 |      |
| 1956   | 東海國小 |      |
| 1958   | 中正國小 |      |
| 1963   | 新港國小 |      |
| 1992   | 博愛國小 |      |
| 2001   | 光明國小 |      |
| 2005   | 十興國小 |      |
| 2011   | 東興國小 |      |
| 2011   | 興隆國小 |      |
| 2015   | 安興國小 |      |
| 2023   | 嘉豐國小 |      |
| 興建中 | 文興國小 |      |

| 參考書目：彭瑞金等編纂，《新修竹北市志》下冊，第六篇·教育篇，第三章·戰後的教育沿革，第二節·國民小學，2019年，新竹：竹北市公所。 |

## 幼兒園
| 建年 | 校名                               | 簡歷 |
|      | 新竹縣竹北市新社國民小學附設幼兒園 |      |
|      | 新竹縣竹北市東興國民小學附設幼兒園 |      |
|      | 新竹縣竹北市興隆國民小學附設幼兒園 |      |
|      | 新竹縣竹北市竹仁國民小學附設幼兒園 |      |
|      | 新竹縣竹北市麻園國民小學附設幼兒園 |      |
|      | 新竹縣竹北市安興國民小學附設幼兒園 |      |
|      | 新竹縣竹北市東海國民小學附設幼兒園 |      |
|      | 新竹縣竹北市竹北國民小學附設幼兒園 |      |
|      | 新竹縣竹北市中正國民小學附設幼兒園 |      |

| 參考書目：彭瑞金等編纂，《新修竹北市志》下冊，第六篇·教育篇，第三章·戰後的教育沿革，第一節·幼兒教育，2019年，新竹：竹北市公所。 |

## 註腳
1. ↑  廖雪茹. . 自由健康網 (自由時報). 2021-01-04  [2021-04-03]. （原始内容存档于2021-01-08） （中文（臺灣））.
2. ↑  廖雪茹. . 自由時報. 2020-05-07  [2021-04-03]. （原始内容存档于2020-05-25） （中文（臺灣））.
3. ↑  竹北高中正式改隸為陽明交大附中 - 產業特刊 - 工商時報

## 資料來源
- . 中華民國教育部統計處. 2020-08-03  [2021-03-13]. （原始内容存档于2020-12-05） （中文（臺灣））.
- 彭瑞金等編纂.  (PDF). 新竹縣: 新竹縣竹北市公所. 2019年8月  [2021-03-13]. ISBN 978-986-05-9848-3. （原始内容存档 (PDF)于2021-07-20） （中文（臺灣））.
- . 新竹縣竹北市公所.   [2021-03-16]. （原始内容存档于2020-11-27） （中文（臺灣））.